# Heterodoxa uahukae
Heterodoxa uahukae är en tvåvingeart som beskrevs av Malloch 1932. Heterodoxa uahukae ingår i släktet Heterodoxa och familjen fläckflugor.
Artens utbredningsområde är Marquesasöarna. Inga underarter finns listade i Catalogue of Life.